# 神明會
神明會，或稱檀越會，為由信徒組成、奉祀同一個神明的宗教祭祀團體，類似祭祖所用的祭祀公業。可因同鄉、同學、同一姓氏、同一郡望、同一籍貫、同一行業、義結金蘭或純粹崇拜某一神明所結合的檀越人士，故其名稱通常稱為會、社、堂等，亦有稱嘗、季、盟、閣、亭、祠、祀典等。神明會通常每年都會選舉或擲筊，選出主持一年祭典的總負責人，是為「爐主」，神明會還會視規模大小，選出「副爐主」與「頭家」等職缺，協助爐主處理事項；此外，無擔綱職責的信眾則統稱「爐下弟子（爐腳弟子）」。
臺灣日治時期，大正十一年（1922年）以後日本政府有計畫地改變民眾信仰日本宗教，企圖消滅神明會組織，使神明會管理人紛將財產冠上祭祀公業名義，如「祭祀公業玉皇上帝」、「祭祀公業三官大帝」等或是以個人名義、會社名義甚至是「神明的神號」登記（如所有權人為觀音佛祖、保生大帝、法主公、清水祖師、福德爺、媽祖婆、關老爺、周倉公、保儀公、魯班公、文昌公、千歲爺、有應公等）。這些產權經常僅以爐主或管理人名義登記，甚至有部分產權與寺廟組織糾葛不清，造成目前不動產認定上的許多問題。

## 註解
1. ↑  宗教祭祀團體可以是寺廟管理條例、或民法財團法人（動產則為基金會）、或人民團體法社團法人管理的寺廟，但也包含祭祖為主的祭祀公業，或是祭祀神明的神明會。[1]